# Vatteluttu

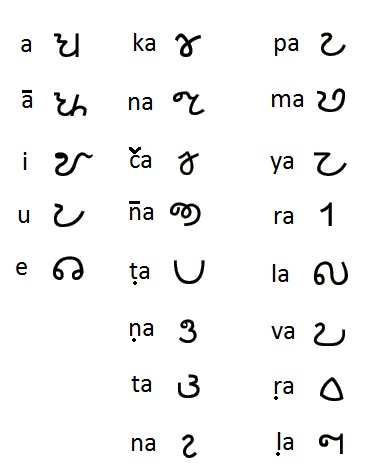
Alfabeto Vatteluttu

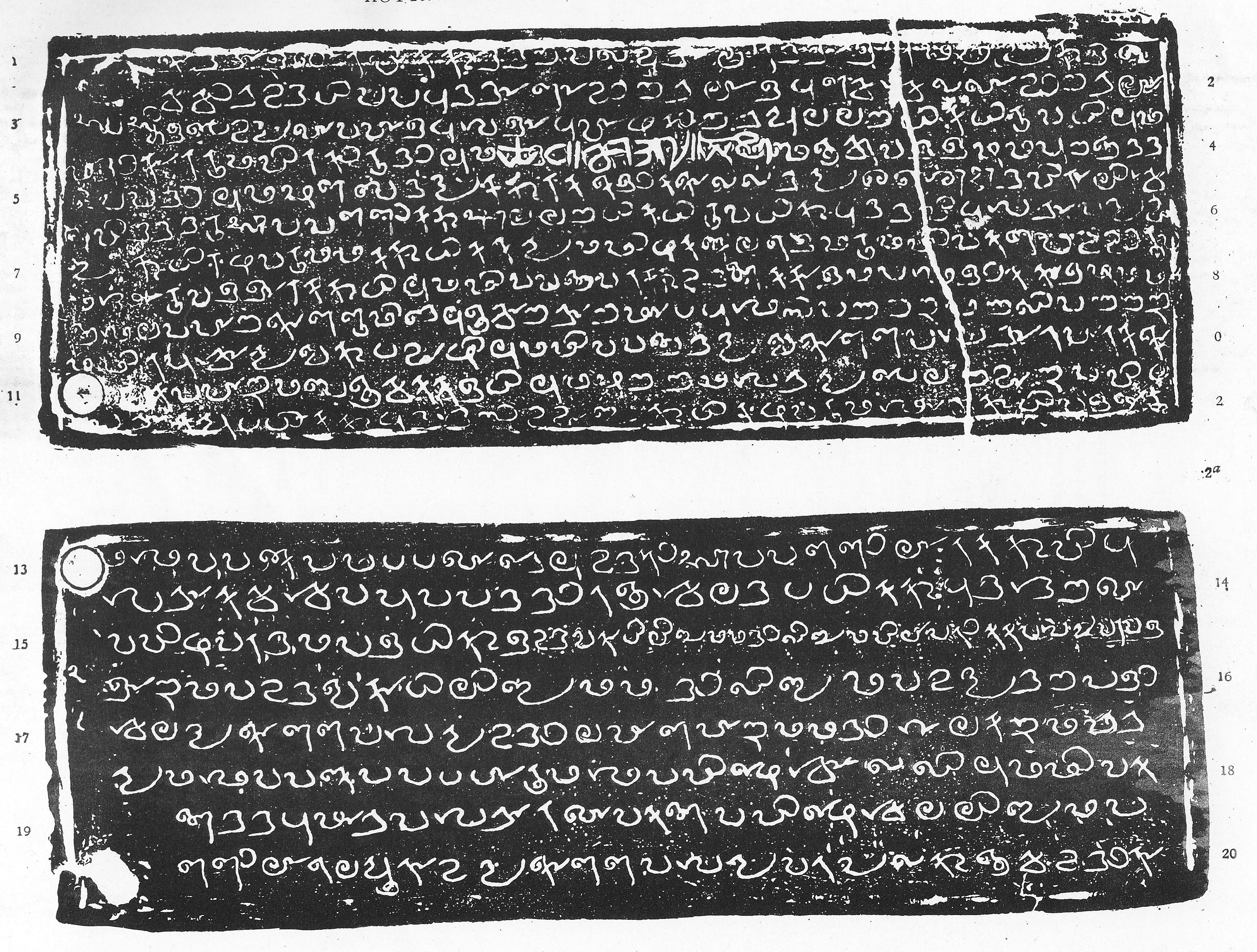
Vatteluttu bei piatti di rame Tharisapalli

L'alfabeto Vatteluttu o Vattezhutthu (Tamil: வட்டெழுத்து vaṭṭeḻuttu; Malayalam: വട്ടെഴുത്ത് vaṭṭeḻuttŭ) (significa lettere arrotondate) è un sistema di scrittura abugida creato dall'antico popolo Tamil nell'India meridionale. Si sviluppò dalla scrittura Tamil-Brahmi, Vatteluttu è uno dei tre principali alfabeti sviluppati dal popolo Tamil per scrivere la lingua Proto-Tamil, insieme all'alfabeto moderno Grantha (Pallava o Tamil Grantha) e l'alfabeto Tamil.
L'alfabeto sillabico è attestato almeno dal VI secolo A.C. fino al XIV secolo D.C. negli attuali stati di Tamil Nadu e Kerala. Fu soppiantato dalle scritture Tamil e Malayalam moderne.